# Liste von Burgen, Schlössern und Festungen im Département Moselle
Die Liste von Burgen, Schlössern und Festungen im Département Moselle listet bestehende und abgegangene Anlagen im Département Moselle auf. Das Département zählt zur Region Grand Est in Frankreich.

Wappen des Départements Moselle (57)
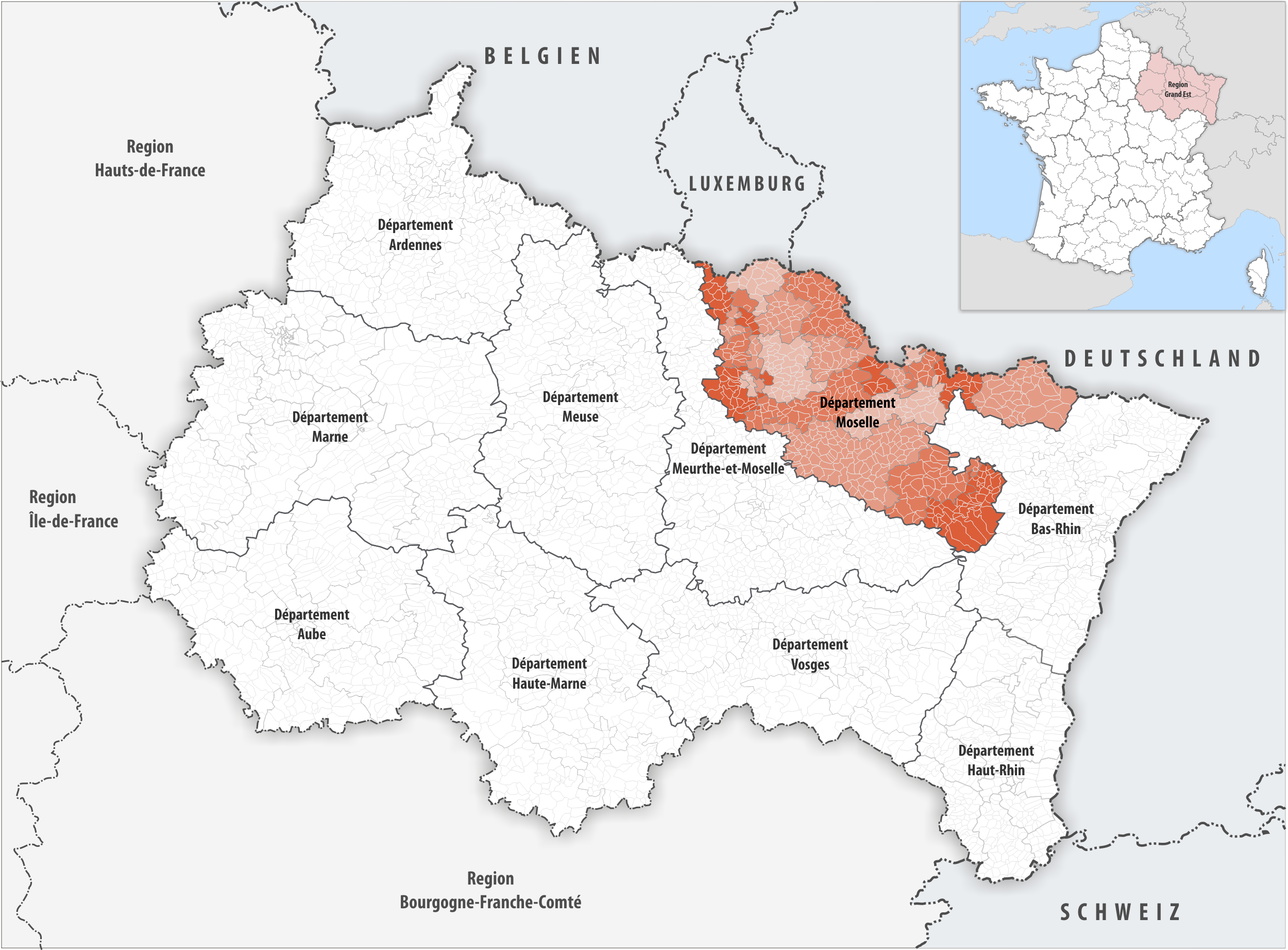
Lage des Départements Moselle in der Region Grand Est
Lage der Region Grand Est in Frankreich

## Liste
Bestand am 13. Februar 2022: 149
| Name deu / fra                                                     | Gemeinde / Lage                          | Typ (Untertyp)                   | Bemerkungen | Bild |
| ------------------------------------------------------------------ | ---------------------------------------- | -------------------------------- | --- | ---- |
| Schloss Adt Château Adt                                            | Forbach                                  | Schloss                          | Konservatorium für Musik und Tanz                                                                                     |      |
| Burg Alberschweiler Vieux château d'Abreschviller                  | Abreschviller 48,616493° N, 7,117231° O  | Burg (Motte)                     | Abgegangen, nur noch wenige Reste vorhanden                                                                           |      |
| Burg Alt-Bitsch Château de Bitche-le-Vieux (Jagdhaus Alt-Bitsch)   | Lemberg 49,01433° N, 7,380018° O         | Burg                             | Auf dem nördlich von Lemberg gelegenen Schlossberg stand eine Burg, auch bekannt als Alt-Bitsch oder Bitche-le-Vieux. |      |
| Schloss Alteville Château d'Alteville                              | Tarquimpol 48,773695° N, 6,767213° O     | Schloss                          | Gästezimmer |      |
| Schloss Anserweiler Château d'Ancerville                           | Ancerville 49,030364° N, 6,386078° O     | Schloss                          | |      |
| Schloss Arry Château d'Arry                                        | Arry 48,996105° N, 6,057377° O           | Schloss                          | Im Zweiten Weltkrieg zerstört                                                                                         |      |
| Schloss Aubigny Château d'Aubigny                                  | Coincy 49,101667° N, 6,273056° O         | Schloss                          | |      |
| Schloss Aulnois Château d'Aulnois                                  | Aulnois-sur-Seille 48,8693° N, 6,3133° O | Schloss                          | |      |
| Schloss Bagneux Château de Bagneux                                 | Vernéville                               | Schloss                          | |      |
| Schloss Barrabino Château Barrabino                                | Forbach                                  | Schloss                          | |      |
| Schloss Barst Château de Barst                                     | Barst                                    | Schloss                          | |      |
| Burg Bellerstein Château de Bellerstein (Schlösschen Bellerstein)  | Éguelshardt 49,007° N, 7,493° O          | Burg                             | Abgegangen, nur wenige Reste erhalten                                                                                 |      |
| Schloss Berg-sur-Moselle                                           | Berg-sur-Moselle                         | Schloss                          | Ehemalige Residenz der Äbte von Echternach                                                                            |      |
| Schloss Bétange Château de Bétange                                 | Florange 49,338° N, 6,117° O             | Schloss                          | |      |
| Zitadelle von Bitsch Citadelle de Bitche                           | Bitsch 49,0528° N, 7,4314° O             | Festung                          | Ehemalige Burg, im 17. Jahrhundert in eine Festung umgebaut                                                           |      |
| Schloss Blettange Château de Blettange                             | Bousse                                   | Schloss                          | |      |
| Burg Esch Château de Bourg-Esch                                    | Schwerdorff                              | Schloss                          | |      |
| Schloss Brecklange Château de Brecklange                           | Hinckange                                | Schloss                          | |      |
| Schloss Buchingen Château de Buchy                                 | Buchy                                    | Schloss                          | Gästezimmer |      |
| Schloss Burthécourt Château de Burthecourt                         | Salonnes                                 | Schloss                          | |      |
| Schloss Buy Château de Buy                                         | Antilly 49,1963° N, 6,2319° O            | Schloss                          | |      |
| Schloss Charleville-sous-Bois Château de Charleville-sous-Bois     | Charleville-sous-Bois                    | Schloss                          | |      |
| Festes Haus Château-Voué Maison forte de Château-Voué              | Château-Voué                             | Burg (Festes Haus)               | Nur ein Turm mit Mauern erhalten                                                                                      |      |
| Schloss Chérisey Château de Chérisey                               | Chérisey                                 | Schloss                          | |      |
| Schloss Colombey Château de Colombey                               | Coincy 49,107657° N, 6,262143° O         | Schloss                          | 1870 abgebrannt |      |
| Schloss Courcelles Château de Courcelles                           | Montigny-lès-Metz                        | Schloss                          | |      |
| Schloss Craincourt Château de Craincourt                           | Craincourt                               | Schloss                          | |      |
| Burg Créhange Château de Créhange                                  | Créhange                                 | Burg                             | Ruine |      |
| Dagsburg Château de Dabo                                           | Dabo                                     | Burg                             | Ruine mit Kapelle an ehemaligem Standort                                                                              |      |
| Schloss Daspich Château de Daspich                                 | Florange                                 | Schloss                          | Ruine |      |
| Schloss Dieuze Château de Dieuze                                   | Dieuze                                   | Schloss                          | |      |
| Festes Haus Distroff Maison forte de Distroff                      | Distroff                                 | Burg (Festes Haus)               | |      |
| Schloss Distroff Château de Distroff                               | Distroff                                 | Schloss                          | Im April 1985 abgerissen trotz eines im Gange befindlichen Verfahrens zur Klassifizierung des Schlosses.              |      |
| Schloss Ditschviller Château de Ditschviller                       | Cocheren                                 | Schloss                          | |      |
| Schloss Le Donnerscheuer Château du Donnerscheuer                  | Thionville                               | Schloss                          | |      |
| Schloss Einartzhausen Château d'Einartzhausen                      | Phalsbourg                               | Schloss                          | |      |
| Schloss L’Ermitage Saint-Jean Château de l'ermitage Saint-Jean     | Moulins-lès-Metz                         | Schloss                          | |      |
| Burg Eschweiler Châteaux d'Eschviller                              | Volmunster 49,134° N, 7,381° O           | Burg                             | Abgegangen |      |
| Schloss Les Étangs Château des Étangs                              | Les Étangs                               | Schloss                          | |      |
| Schloss Fabert Château Fabert                                      | Moulins-lès-Metz                         | Schloss                          | |      |
| Burg Falkenstein Château du Falkenstein                            | Philippsbourg 49,0048° N, 7,565° O       | Burg                             | Ruine |      |
| Schloss Finstingen Château de Fénétrange                           | Fénétrange                               | Schloss                          | Wird als öffentliches Gebäude genutzt                                                                                 |      |
| Burg Florange Château de Florange                                  | Florange                                 | Burg                             | Abgegangen, lag an der Rue du Château                                                                                 |      |
| Schloss Forbach Château de Forbach                                 | Forbach                                  | Schloss                          | Auch „Le Burghof“ genannt, unterhalb des Schlossbergs                                                                 |      |
| Burg Frauenberg Château de Frauenberg                              | Frauenberg                               | Burg                             | Ruine |      |
| Schloss Frescaty Château de Frescaty                               | Metz                                     | Schloss                          | Abgegangen |      |
| Schloss Fürst Château de Fürst                                     | Folschviller                             | Schloss                          | |      |
| Schloss Gendersberg Château de Gendersberg                         | Hanviller 49,1136° N, 7,4355° O          | Schloss                          | Heute landwirtschaftliche Gebäude                                                                                     |      |
| Burg Geroldseck Château de Geroldseck                              | Niederstinzel                            | Burg                             | Ruine |      |
| Schloss Goin Château de Goin                                       | Goin                                     | Schloss                          | |      |
| Abteipalast Gorze Palais abbatial de Gorze                         | Gorze                                    | Schloss                          | |      |
| Schloss Grignan Château Grignan                                    | Moulins-lès-Metz                         | Schloss                          | |      |
| Schloss Grimon Château de Grimon                                   | Saint-Julien-lès-Metz                    | Schloss                          | Ruine |      |
| Burg Groß-Arnsberg Château du Grand-Arnsbourg                      | Baerenthal 48,9513° N, 7,5613° O         | Burg                             | Ruine |      |
| Festes Haus Guermange Maison forte de Guermange                    | Guermange                                | Burg (Festes Haus)               | |      |
| Schloss Guermange Château de Guermange                             | Guermange                                | Schloss                          | |      |
| Schloss Giesingen Château de Guising                               | Bettviller 49,0732° N, 7,2657° O         | Schloss                          | |      |
| Schloss La Grange Château de La Grange (Schloss Scheuern)          | Manom                                    | Schloss                          | Heute ein Museum |      |
| Schloss La Grange-aux-Ormes Château de La Grange-aux-Ormes         | Marly                                    | Schloss                          | |      |
| Schloss Hausen Château d'Hausen                                    | Hombourg-Haut                            | Schloss                          | Heute das Rathaus (Hôtel de ville)                                                                                    |      |
| Schloss Hayes Château de Hayes                                     | Hayes                                    | Schloss                          | |      |
| Burg Helfenstein Château du Helfenstein                            | Philippsbourg 49,0052° N, 7,5684° O      | Burg                             | Ruine |      |
| Schloss Helflingen Château d'Helfedange                            | Guinglange                               | Schloss                          | |      |
| Schloss Hellering Château de Hellering                             | Hombourg-Haut                            | Schloss                          | Ruine |      |
| Schloss Henriette von Lothringen Château d'Henriette de Lorraine   | Saint-Avold                              | Schloss                          | |      |
| Burg Hingsingen Château de Hingsange                               | Grostenquin                              | Burg                             | Abgegangen |      |
| Schloss Le Hof Château Le Hof                                      | Thionville 49,369° N, 6,143° O           | Schloss                          | Im Ortsteil Guentrange                                                                                                |      |
| Burg Hohweyersberg Château du Hohe Weyersberg                      | Mouterhouse 49,0012° N, 7,4566° O        | Schloss                          | Reste eines Jagdschlosses aus dem 16. Jahrhundert auf dem Hohen Weyersberg (Grünberg)                                 |      |
| Schloss Hombourg Château de Hombourg-Budange                       | Hombourg-Budange                         | Schloss                          | |      |
| Burg Hombourg-Haut Château de Hombourg-Haut                        | Hombourg-Haut                            | Burg                             | Reste der Burg und der Stadtmauern                                                                                    |      |
| Schloss La Horgne Château de la Horgne                             | Montigny-lès-Metz                        | Schloss                          | Ruine |      |
| Fort Illange Fort d'Illange                                        | Illange                                  | Festung (Fort)                   | |      |
| Schloss Jallaucourt 1 Château 1 de Jallaucourt                     | Jallaucourt                              | Schloss                          | 17. Jahrhundert, Ruine                                                                                                |      |
| Schloss Jallaucourt 2 Château 2 de Jallaucourt                     | Jallaucourt                              | Schloss                          | 18. Jahrhundert |      |
| Burg Jouy-aux-Arches Château de Jouy-aux-Arches                    | Jouy-aux-Arches                          | Burg                             | |      |
| Schloss Ladonchamps Château de Ladonchamps                         | Woippy                                   | Schloss                          | |      |
| Schloss Les Lanzy Château des Lanzy                                | Meisenthal 48,9741° N, 7,3535° O         | Schloss                          | |      |
| Schloss Lasalle Château Lasalle                                    | Le Ban-Saint-Martin                      | Schloss                          | |      |
| Schloss Logne Château de Logne                                     | Rurange-lès-Thionville                   | Schloss                          | |      |
| Schloss Lorry Château de Lorry                                     | Lorry-Mardigny                           | Schloss                          | |      |
| Burg Lothringen Château Lorraine (Schlossberg)                     | Rimling                                  | Burg                             | Abgegangen |      |
| Burg Sierck Château des ducs de Lorraine (Château de Sierck)       | Sierck-les-Bains                         | Burg                             | Diente der Überwachung der Mosel, heute ein Museum für antike Waffen                                                  |      |
| Burg Louvigny Château de Louvigny                                  | Louvigny                                 | Burg                             | Ruine |      |
| Schloss Lue Château de Lue                                         | Hayes                                    | Schloss                          | |      |
| Schloss Lüttingen Château de Luttange                              | Luttange                                 | Schloss                          | |      |
| Lützelburg Château de Lutzelbourg                                  | Lutzelbourg                              | Burg                             | Ruine |      |
| Schloss Mardigny Château de Mardigny                               | Lorry-Mardigny                           | Schloss                          | |      |
| Burg Marimont Château de Marimont                                  | Bourdonnay                               | Burg                             | Ruine |      |
| Herrenhaus Marivaux Manoir de Marivaux                             | Hayes                                    | Schloss (Herrenhaus)             | |      |
| Festung Marsal Château de Marsal                                   | Marsal                                   | Festung                          | Stadtbefestigung, weitgehend geschleift                                                                               |      |
| Burg Meilberg Château de Meilbourg                                 | Illange                                  | Burg                             | Abgegangen |      |
| Burg Meinsberg Château de Malbrouck                                | Manderen                                 | Burg                             | Heute ein Museum |      |
| Schloss Mercy Château de Mercy                                     | Ars-Laquenexy 49,0844° N, 6,2439° O      | Schloss                          | |      |
| Bischofsschloss Metz Château des évêques de Metz                   | Moulins-lès-Metz                         | Schloss                          | Zerstört 1944 |      |
| Gouverneurspalast Metz Palais du Gouverneur de Metz                | Metz                                     | Schloss (Palais)                 | |      |
| Stadtbefestigung Metz Fortification de Metz                        | Metz                                     | Festung (Stadtbefestigung)       | |      |
| Schloss Montoy Château de Montoy                                   | Montoy-Flanville                         | Schloss                          | |      |
| Schloss Morainville Château de Morainville                         | Rimling                                  | Schloss                          | Heute ein Bauernhof                                                                                                   |      |
| Schloss Moyeuvre Château de Moyeuvre                               | Moyeuvre-Grande                          | Schloss                          | |      |
| Burg Mutterhausen Château de Mouterhouse                           | Mouterhouse 48,9891° N, 7,4435° O        | Burg                             | Ruine |      |
| Schloss Oeutrange Château d'Oeutrange                              | Thionville                               | Schloss                          | Heute ein Bauernhof                                                                                                   |      |
| Schloss Olferdingen Château dit ferme d'Olferding                  | Gros-Réderching 49,07° N, 7,2406° O      | Schloss                          | Im Ortsteil Olferding (Olferdingen)                                                                                   |      |
| Schloss Oriocourt Château d'Oriocourt                              | Oriocourt                                | Schloss                          | |      |
| Burg Ottange Château d'Ottange                                     | Ottange                                  | Burg                             | Ruine |      |
| Schloss Pange Château de Pange                                     | Pange                                    | Schloss                          | |      |
| Schloss Pépinville Château de Pépinville                           | Richemont                                | Schloss                          | |      |
| Schloss Philippsburg Château de Philippsbourg                      | Philippsbourg 48,9861° N, 7,5628° O      | Schloss                          | Abgegangen |      |
| Burg Philippsfels Château de Philippsfels                          | Philippsbourg 48,9844° N, 7,5685° O      | Burg                             | Abgegangen |      |
| Schloss Preisch Château de Preisch                                 | Basse-Rentgen 49,498272° N, 6,215835° O  | Schloss                          | |      |
| Turm Puces Tour aux Puces (Flohturm)                               | Thionville                               | Burg (Turm der Stadtbefestigung) | Museum |      |
| Schloss Rahlingen Château de Rahling                               | Rahling 48,992° N, 7,2175° O             | Schloss                          | |      |
| Burg Ramstein Château de Ramstein                                  | Baerenthal 48,9847° N, 7,5228° O         | Burg                             | Ruine |      |
| Schloss Réchicourt Château de Réchicourt                           | Réchicourt-le-Château                    | Schloss                          | |      |
| Schloss Rexroth Château Rexroth                                    | Charleville-sous-Bois                    | Schloss                          | |      |
| Schloss Rodemack Château de Rodemack (Rodemachern)                 | Rodemack                                 | Burg / Schloss                   | Innerhalb der Stadtbefestigung, erst Burg (Ruine), dann Schloss                                                       |      |
| Stadtbefestigung Rodemack Cité fortifiée de Rodemack (Rodemachern) | Rodemack                                 | Festung (Stadtbefestigung)       | Mittelalterlich und neuzeitlich, 1821 geschleift                                                                      |      |
| Schloss Romécourt Château de Romécourt                             | Azoudange 48,713° N, 6,8312° O           | Schloss                          | |      |
| Rothenburg Château de Rothenbourg                                  | Philippsbourg 49,0246° N, 7,5756° O      | Burg                             | Ruine |      |
| Burg Roussy-Comté Château de Roussy-Comté                          | Roussy-le-Village                        | Burg                             | Zweiburgen-Ensemble: Roussy-Comté und Roussy-Seigneurie, in Teilen erhalten, mehrfach umgebaut                        |      |
| Burg Roussy-Seigneurie Château de Roussy-Seigneurie                | Roussy-le-Village                        | Burg                             | Zweiburgen-Ensemble: Roussy-Comté und Roussy-Seigneurie, in Teilen erhalten, mehrfach umgebaut                        |      |
| Schloss Rudlingen Château de Rudlingen                             | Sierck-les-Bains                         | Schloss                          | |      |
| Bischofsburg Saarburg Château épiscopal de Sarrebourg              | Sarrebourg                               | Burg (Stadtbefestigung)          | Burg und Stadtbefestigung aus dem 13. Jahrhundert, wenige Reste erhalten                                              |      |
| Burg Saargemünd Château de Sarreguemines                           | Sarreguemines                            | Burg                             | Ruine, zwei Türme, ein Tor, mit Blick auf die Innenstadt                                                              |      |
| Fort Saint-Julien Fort de Saint-Julien                             | Saint-Julien-lès-Metz                    | Festung (Fort)                   | |      |
| Schloss Saint-Oswald Château Saint-Oswald                          | Filstroff                                | Schloss                          | Im Weiler Beckerholz                                                                                                  |      |
| Schloss Saint-Sixte Château Saint-Sixte                            | Freistroff                               | Schloss                          | |      |
| Schloss Sainte-Marie Château Sainte-Marie                          | Manom                                    | Schloss                          | |      |
| Schloss Sarreck Château de Sarreck                                 | Oberstinzel                              | Schloss                          | |      |
| Burg Schlossberg Château du Schlossberg                            | Forbach                                  | Burg                             | Ruine |      |
| Schloss Schmittweiler Château de Schmittviller                     | Schmittviller 49,0071° N, 7,182° O       | Schloss                          | |      |
| Schloss Sonis Château de Sonis                                     | Mouterhouse 48,9906° N, 7,4166° O        | Schloss                          | |      |
| Kaiserpfalz und Burg in Thionville Château de Thionville           | Thionville                               | Burg und Palais                  | |      |
| Schloss Le Tournebride Château du Tournebride                      | Hayange                                  | Schloss                          | Heute ein Konzertsaal                                                                                                 |      |
| Burg Türkstein Château de Turquestein                              | Turquestein-Blancrupt                    | Burg                             | Ruine |      |
| Schloss Utzschneider Château Utzschneider                          | Sarreguemines                            | Schloss                          | |      |
| Schloss Valmont Château de Valmont                                 | Valmont                                  | Schloss                          | |      |
| Alte Burg Varsberg Château vieux de Varsberg (Warsberg)            | Varsberg                                 | Burg                             | Ruine im Wald auf dem Geisberg                                                                                        |      |
| Burg Varsberg Château de Varsberg (Warsberg)                       | Ham-sous-Varsberg                        | Burg                             | Mehrfach umgebaut |      |
| Burg Vaux Château de Vaux                                          | Vaux                                     | Burg                             | |      |
| Schloss Vernéville Château de Vernéville                           | Vernéville                               | Schloss                          | |      |
| Schloss Volkrange Château de Volkrange                             | Thionville 49,359° N, 6,088° O           | Schloss                          | |      |
| Schlösser Wollmünster Châteaux de Volmunster                       | Volmunster 49,1208° N, 7,3543° O         | Schloss                          | |      |
| Burg Vry Château de Vry                                            | Vry                                      | Festung                          | Abgegangen |      |
| Burg Waldeck Château de Waldeck                                    | Éguelshardt 49,0174° N, 7,5266° O        | Burg                             | Ruine |      |
| Weckerburg Château de Weckerburg                                   | Walschbronn 49,1482° N, 7,4844° O        | Burg                             | Ruine |      |
| Burg Weidesheim Châteaux de Weidesheim                             | Kalhausen 49,0377° N, 7,1327° O          | Burg                             | Burgruine und Schlossgebäude                                                                                          |      |
| Schloss Wendel Château de Wendel (Château d’Hayange)               | Hayange                                  | Schloss                          | |      |
| Burg Woippy Château de Woippy                                      | Woippy                                   | Burg                             | |      |
| Burg Xouaxange Château de Xouaxange (Château le Stock)             | Xouaxange                                | Burg                             | Ruine |      |